# Joixua ben Perachia
El Rabí Joixua ben Perachia (en hebreu: יהושע בן פרחיה) també anomenat Yehoshua Ben Perachia, fou el Nasí del Sanedrí durant la segona meitat del segle segon abans de Crist. El Rabí Joixua i el seu amic, el Rabí Nittai d'Arbela, van ser el segon parell de savis jueus (zugot) que van rebre i van transmetre la tradició jueva.
Durant la persecució dels fariseus per part del Rei Joan Hircà I (nascut l'any 134 abans de Crist - mort l'any 104 abans de Crist), el Rabí Joixua va ser deposat com a Nasí. Segons el Talmud, fou durant la persecució dels fariseus, entre els anys 88 i 76 abans de Crist, per part dels reis Alexandre Janeu i Joan Hircà I. Degut a la persecució, el Rabí Joixua va fugir a la ciutat d'Alexandria, situada en la nació d'Egipte, Joixua va tornar a Jerusalem quan les persecucions van acabar, i els fariseus van triomfar de nou sobre els saduceus.